# صالح محمد ملا ملنگ
صالح محمد ملا ملنگ (زاده: ۱۳۳۷ ولسوالی بالامرغاب ولایت بادغیس) یک سیاست‌مدار اهل افغانستان است. وی نمایندهٔ مردم بادغیس در دوره پانزدهم مجلس نمایندگان افغانستان بود.

## زندگی‌نامه
صالح محمد ملا ملنگ متولد ۱۳۳۷ از روستای پیزک ولسوالی مرغاب ولایت بادغیس است. وی تحصیلات خود را در علوم حوزه‌ای در رشته صرف و نحو عربی و تاریخ به اتمام رساند.